# Euglossa asarophora
Euglossa asarophora är en biart som beskrevs av Jesus Santiago Moure och Sakagami 1969. Euglossa asarophora ingår i släktet Euglossa, tribus orkidébin, och familjen långtungebin. Inga underarter finns listade.